# Karin Strenz
Karin Strenz (Lübz, 14 de outubro de 1967 - Dublin, 21 de março de 2021) foi uma política alemã. 

## Biografia
Nasceu em Lübz, Mecklenburg-Vorpommern, e representou a CDU. Karin Strenz foi membro do Bundestag pelo estado de Mecklenburg-Vorpommern de 2009 a 2021.
Ela tornou-se membro do Bundestag após as eleições federais alemãs de 2009. Ela foi membro do comité de defesa.

## Morte
Morreu em 21 de março de 2021, aos 53 anos de idade. Strenz teve uma parada cardíaca no avião após uma viagem que realizou com seu marido para Cuba.